# حزب الحركة الشعبية (المغرب)
الحركة الشعبية (بالفرنسية: Mouvement populaire)‏ (بالأمازيغية: ⴰⵎⵓⵙⵙⵓ ⴰⵖⵔⴼⴰⵏ) (MP) حزب سياسي مغربي أمازيغي عريق تأسس في 28 سبتمبر 1957، بادر بتأسيسه لحسن اليوسي ومبارك البكاي والتحقَ بهما فيما بعد زعماء في جيش التحرير من عدة مناطق، وفي وقتٍ لاحقٍ جعلوا المحجوبي أحرضان على رأس الحزب، لكونه طبيب شاب قادر على تنشيط الحزب لمواجهة «هيمنة الحزب الواحد» متمثلاً في احتكار حزب الاستقلال للمشهد السياسي المغربي قبل ذلك.
الحركة الشعبية هو حزب سياسي ملكي وتقليدي، يركز على المناطق الريفية في المغرب. وهو عضو في ليبرال إنترناشيونال. للحزب تاريخ في التعاون مع حزبين آخرين ذات توجه ليبرالي، التجمع الوطني للأحرار والاتحاد الدستوري، منذ عام 1993.

## التاريخ
تأسست الحركة الشعبية عام 1957 على يد زعيم القبيلة الأمازيغية محجوبي أحرضان بمساعدة عبد الكريم الخطيب. الذي أسس فيما بعد حزبًا منشقًا ( الحركة الشعبية الدستورية الديمقراطية) الذي أصبح حزب العدالة والتنمية. كان في البداية حزبًا ريفيًا ذو توجه محافظ وقبلي،  يدعم النظام الملكي دون قيد أو شرط. ويهدف إلى مواجهة حزب الاستقلال القومي. على الرغم من هيمنة المتحدثين الأمازيغ على الحزب، إلا أنه لم يطور أجندة أمازيغية مميزة.
للحزب عضوية كاملة في الليبرالية الدولية، انضمت إليها في مؤتمر بداكار سنة 2003.

## انشقاقات
حدث خلاف بين الخطيب وبين أحرضان حول قرار الحسن الثاني عام 1965 حل البرلمان (الذي كان يرأسه الخطيب) وإعلان حالة الطوارئ، فانشق عبد الكريم الخطيب في 1967 عن الحركة وأسس «الحركة الشعبية الدستورية الديمقراطية» (الذي تحول ليصبح حزب العدالة والتنمية المغربي). وفي أكتوبر 1986 انعقد المؤتمر الاستثنائي للحزب الذي أقال زعيم الحزب (أحرضان) ليصبح محمد العنصر رئيساً الحركة الشعبية، وأسس المحجوبي أحرضان في العام 1991 الحركة الوطنية الشعبية.

## إعادة التوحيد
عملت في مارس 2006 قيادات كل من «الحركة الشعبية» والحركة الوطنية الشعبية والاتحاد الديمقراطي على توحيد صفوفها في الحزب الأصلي، واختاروا المحجوبي أحرضان رئيساً ومحمد العنصر أميناً عاماً ومحمد الفاضلي نائباً له.

## المقاعد والمشاركة في الحكومة
شارك في أول انتخابات جماعية في تاريخ المغرب عام 1960، وشارك في الحكومة التي كان يرأسها الملك محمد الخامس ثم بعده الحسن الثاني، حيث تقلد الخطيب منصب وزير الشغل ووزير الشؤون الأفريقية، وشغل أحرضان منصب وزير الدفاع.
حصل على 27 مقعد من أصل 325 في الانتخابات البرلمانية المغربية 2002، وحصل على 41 مقعد من أصل 325 في الانتخابات البرلمانية المغربية 2007. وفاز الحزب بـ 32 مقعدًا من أصل 325 في الانتخابات النيابية التي أجريت في نوفمبر 2011 ، ليكون الحزب السادس في البرلمان.

## نتائج الانتخابات

### البرلمان المغربي
| مجلس النواب  |                        |                    |                        |      |                   |
| سنة الانتخاب | # من الأصوات الإجمالية | ٪ من التصويت العام | # من المقاعد الإجمالية | +/–  | القائد            |
| 1963 *       | 1,159,932 (رقم 1 )     | 34.8               | 69 / 144               | -    | أحمد ابا حنيني    |
| 1970         | ؟ (رقم 1)              | 25.0               | 60 / 240               | ▼ 4  | عبد الكريم الخطيب |
| 1977         | 738541 (رقم 2)         | 14.64              | 15 / 264               | ▼ 45 | عبد الكريم الخطيب |
| 1984         | 695,020 (رقم 3)        | 15.54              | 47 / 301               | ▲ 32 | عبد الكريم الخطيب |
| 1993         | 751864 (رقم 5)         | 12.1               | 51 / 333               | ▲ 4  | محند العنصر       |
| 1997         | 659331 (رقم 4)         | 10.3               | 40 / 325               | ▼ 11 | محند العنصر       |
| 2002         | ؟ (رقم 5)              | 8.31               | 27 / 325               | ▼ 13 | محند العنصر       |
| 2007         | 426,849 (رقم 3)        | 9.3                | 41 / 325               | ▲14  | محند العنصر       |
| 2011         | 354468 (رقم 6)         | 7.5                | 32 / 395               | ▼ 11 | محند العنصر       |
| 2016         | (رقم 5)                | 6.08               | 27 / 395               | ▼ 5  | محند العنصر       |

## وصلات خارجية
- الموقع الرسمي